# Die Frauen der APO
Die Frauen der APO ist  eine Fotoausstellung von Ruth E. Westerwelle, die von 2014 bis 2018 in mehreren deutschen Städten zu sehen war. Sie zeigte Fotos und Kurzbiographien von 34 Frauen der Außerparlamentarischen Opposition, die in der Zeit um 1968 aktiv waren.

## Geschichte
Die Fotografin Ruth E. Westerwelle suchte seit 1991 Frauen, die in der Bewegung von 1968 aktiv waren. Dazu recherchierte sie intensiv, um einige der beteiligten Protagonistinnen nach mehreren Jahrzehnten wiederzufinden. Sie reiste unter anderem  in die USA zu Gretchen Dutschke und nach Paris zu Beate Klarsfeld und porträtierte auch einige heute weniger bekannte Frauen.
Die Ausstellung wurde zuerst im Frühjahr 2014 im Willy-Brandt-Haus der SPD in Berlin gezeigt, und danach in mehreren deutschen Städten wie Bielefeld, Hannover und Hamburg, sowie im Haus der Bremer Bürgerschaft und im Landtag von Baden-Württemberg in Stuttgart.

## Frauen
Es wurden 34 Frauen porträtiert, die durch besondere Aktivitäten hervortraten.

- Karin Adrian von Roques
- Erika Berthold
- Inga Buhlmann
- Herta Däubler-Gmelin, später SPD-Politikerin, Bundesjustizministerin
- Karin Dehnbostel

- Gretchen Dutschke-Klotz, evangelische Theologin, Ehefrau von Rudi Dutschke
- Erika Pauline Fechner
- Sigrid Fronius
- Renate Haarmann
- Renate Häfner (Chotjewitz)
- Frigga Haug
- Friederike Hausmann
- Friederike Dollinger,  die dem sterbenden Benno Ohnesorg den Kopf hielt
- Barbara Herkommer
- Barbara Siepmann
- Ribi Kalbe
- Christel Bookhagen (Kalisch)
- Beate Klarsfeld, fand Adolf Eichmann
- Karin Kramer
- Christine Labonté-Roset
- Brigitte Martin, Schriftstellerin aus Königs Wusterhausen, die in Ost-Berlin auf ihrem Kinderwagen die Aufschrift Freiheit für Dubček trug
- Ludmilla Müller
- Yoko Ono, Musikerin, Ehefrau von John Lennon
- Sibylle Plogstedt
- Dagmar Przytulla (Seehuber), Kommune 1
- Eva Quistorp
- Elsa Rassbach
- Elke Regehr (1935–2013), malte Plakate für den Vietnam Kongress 1968
- Dorothea Ridder
- Sigrid Rüger (Damm), (1939–1995), warf Tomate auf SDS-Kongreß 1968
- Helke Sander, Filmemacherin
- Maria Schild
- Maruta Schmidt
- Ingrid Schmidt-Harzbach
- Susanne Schunter-Kleemann
- Annette Schwarzenau

- Annette Siepmann, die einst volle Windeln in der Stern-Redaktion verschmierte, später Gesundheitspolitikerin
- Catherine Springer

- Christina Thürmer-Rohr (* 1936), später Prof. Dr. phil. Dipl.-Psychologin, Autorin
- Vedant
- Inge Viett, RAF-Mitglied